# Jonzac
Jonzac là một cấp đơn vị hành chính địa phương thấp nhất của Charente-Maritime trong vùng Nouvelle-Aquitaine tây nam nước Pháp. Xã này nằm ở khu vực có độ cao trung bình 40 mét trên mực nước biển.
Sông Seugne chảy theo hương tây bắc qua thị trấn.